# Medizinische Universität Tianjin
Die Medizinische Universität Tianjin (Tianjin Medical University) ist eine Schwerpunkt-Universität (211 Projekt) von China und wurde im Jahr 1951 gegründet. Der Campus befindet sich in Tianjin, rund 100 Kilometer südlich von Peking.
Sie ist eine der führenden Forschungsuniversitäten in China; sie zählt zu einer der 100 chinesischen Elite-Universitäten und ist weltweit bekannt.

## Weblink
- Offizielle Homepage